# Lepanthes brasiliensis
Lepanthes brasiliensis är en orkidéart som beskrevs av Guido Frederico João Pabst. Lepanthes brasiliensis ingår i släktet Lepanthes och familjen orkidéer. Inga underarter finns listade i Catalogue of Life.